# ماهیچه نزدیک‌کننده کوچک
ماهیچه نزدیک‌کننده کوچک (انگلیسی: Adductor minimus muscle) یک ماهیچه اسکلتی تخت و کوچک در ران پای انسان است که بخش بالایی کنارین ماهیچه نزدیک‌کننده بزرگ را تشکیل می‌دهد.
ماهیچه نزدیک‌کننده کوچک قسمت اول ماهیچه نزدیک‌کننده بزرگ یعنی بخشی است که از شاخه زیرین شرمگاهی منشأ می‌گیرد.